# Tauf
Per tauf si intende una tecnica edilizia composta da muri di fango e paglia costruiti su fondazioni di pietra. Dall'invenzione dei mattoni "a sigaro" e successivamente degli stampi per mattoni di argilla cruda la tecnica si evolse in una struttura muraria formata da mattoni di argilla essiccata su fondazioni di pietra